# Cinandang
Cinandang is een bestuurslaag in het regentschap Mojokerto van de provincie Oost-Java, Indonesië. Cinandang telt 2188 inwoners (volkstelling 2010).